# سوئد در المپیک تابستانی ۱۹۸۸
سوئد در بازی‌های المپیک تابستانی ۱۹۸۸ که در شهر سئول کره جنوبی برگزار شد، کاروان سوئد با ۱۸۵ ورزشکار در این رقابت‌ها شرکت کرد و موفق به کسب ۱۱ مدال (۰ طلا، ۴ نقره، ۷ برنز) شد. در جدول رتبه‌بندی توزیع مدال‌ها، سوئد در ردهٔ ۳۲ مسابقات قرار گرفت.